# Horanai Ai
Horanai Ai (japánul: 洞内愛, Aomori, 1982. április 24. –) női szeijú.

## Életrajz
2006-ban került adásba a Jókai Ningen Bemu, amiben a főszereplők között levő Inouének és egy tanárnak a szinkronhangja volt.
2012. július 24-én jelentette be, hogy megszületett az első gyermeke.

## Fordítás
- Ez a szócikk részben vagy egészben  a(z)   洞内愛 című japán Wikipédia-szócikk ezen változatának fordításán alapul.  Az eredeti cikk szerkesztőit annak laptörténete sorolja fel. Ez a jelzés csupán a megfogalmazás eredetét és a szerzői jogokat jelzi, nem szolgál a cikkben szereplő információk forrásmegjelöléseként.